# Gigi Movilia
Luigi Movilia (Torino, 5 dicembre 1921 – Rapallo, 15 settembre 2019) è stato un giornalista, critico musicale e scrittore italiano.

## Biografia
Nasce a Torino, dove la famiglia si era trasferita dalla Calabria . Qui ha completato gli studi prima di essere deportato due anni in Germania per aver disertato la chiamata alle armi dell'esercito saloino dopo l'8 settembre 1943. Finita la seconda guerra mondiale, è stato inviato a Parigi ed in seguito a Milano, dove ha lavorato e vissuto fino al 2009. Dopo trasferitosi a Rapallo
È stato direttore di Ciao Big, una rivista musicale per ragazzi; in questa fase ha intervistato musicisti degli anni settanta, come Jimi Hendrix (in occasione del suo concerto a Roma nel maggio del 1968). Nell'ambiente musicale ha lavorato anche per Discoteca e Musica Jazz.
È stato tra i collaboratori dell'edizione italiana di Playboy, pubblicazione caratterizzata dalla frequente proposizione di servizi fotografici di nudo femminile. Ha lavorato anche per testate scandalistiche del panorama editoriale italiano: è stato redattore di Stop, TV Sorrisi e Canzoni e Novella 2000.

## Opere
1. 1952 - Jesus, io ed altri amici, Gastoldi Editore
2. 1978 - Colazione a Parigi, pranzo a New York, Landoni Editore
3. 1979 - Come rompi, papà! Lessico familiare tra molotov e rock and roll, Landoni Editore

| Controllo di autorità | VIAF (EN) 50494587 · ISNI (EN) 0000 0000 2144 1084 · SBN SBLV138340 · LCCN (EN) n79017779 |